# Provincia de Valledupar
La provincia del Valle de Upar, o de Valledupar,  fue una división administrativa y territorial de la República de la Nueva Granada, creada el 15 de abril de 1850 cuando fue segregada de la provincia de Santa Marta. La provincia existió hasta el 11 de abril de 1855, cuando fue suprimida y su territorio reintegrado a la provincia de Santa Marta. Al constituirse el Estado Soberano del Magdalena en 1857, Valle de Upar formó parte de él como una de sus divisiones administrativas; con la constitución de 1886 el país entró en una nueva era administrativa, y los estados pasaron a denominarse departamentos, pero con la misma configuración territorial previa.

## Historia

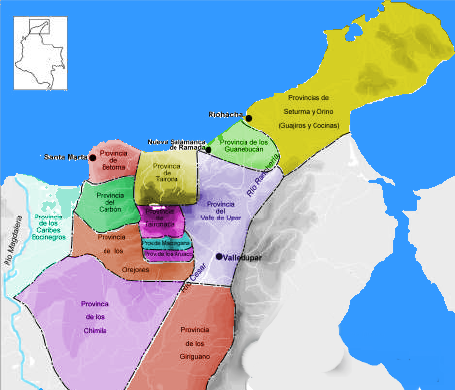
Provincias indígenas de la Gobernación de Santa Marta, alrededor de 1500.

La fundación de la ciudad de Valledupar le correspondió al capitán español Hernando Santana, quién en la advocación a la fecha religiosa que se celebraba el 6 de enero de 1550 y también en reconocimiento al Cacique Upar, jefe de la tribu que poblaba la región, le dio el nombre de los "Santos Reyes de Valle de Upar". Para dicho asentamiento Santana escogió la parte septentrional del valle del río Cesar, bañado por el río Guatapurí, que en el dialecto Chimila significa "Agua Fría".

## Geografía

### Aspecto físico
La provincia estaba ubicada enteramente en el valle del río Cesar, ocupando el norte del actual departamento colombiano del Cesar. El territorio era relativamente plano con excepción de sus zonas orientales, donde se encontraba la Serranía del Perijá.

### División territorial
La provincia estaba dividida en dos cantones: Valledupar y Chiriguaná. Ambos estaban divididos en distritos parroquiales y aldeas, de la siguiente manera:
- Cantón de Valledupar: Valledupar, Atánquez, Espíritu Santo, Jobo, Robles, San Sebastián, Tupes, Vadillo y Valencia.
- Cantón de Chiriguaná: Chiriguaná, Becerril, Chimichagua, Jagua, El Paso, Saloa, Tamalameque.

## Demografía
Según el censo de 1851, la provincia contaba con 14.032 habitantes, de los cuales 7.026 eran hombres y 7.006 eran mujeres.